# Estación de Humanes
Humanes es una estación ferroviaria situada en el municipio español de Humanes de Madrid al sur de la capital de España. Forma parte de la línea C-5 de Cercanías Madrid siendo uno de sus terminales.

## Situación ferroviaria
Según Adif la estación se encuentra en el punto kilométrico 22,8 de la línea férrea 500 de la red ferroviaria española entre Madrid-Valencia de Alcántara. Este kilometraje se corresponde con el trazado clásico entre Madrid y la frontera portuguesa por Talavera de la Reina y Cáceres.  El tramo es de vía doble y está electrificado entre Madrid y Humanes mientras que a partir de aquí y en dirección a Talavera de la Reina pasa a ser de vía única sin electrificar.

## Historia
La estación fue inaugurada el 20 de junio de 1876 con la apertura al tráfico del tramo Madrid-Torrijos de la línea que pretendía conectar la capital de España con Malpartida de Plasencia buscando así un enlace con la frontera portuguesa más directo al ya existente por Badajoz. Las obras corrieron a cargo de la Compañía del Ferrocarril del Tajo. En 1880 dicha compañía pasó a ser conocida bajo las siglas MCP que aludían al trazado Madrid-Cáceres-Portugal una vez finalizadas las obras de las líneas Madrid-Malpartida, Malpartida-Cáceres y Cáceres-Frontera. A pesar de contar con este importante trazado que tenía en Madrid como cabecera a la estación de Delicias la compañía nunca gozó de buena salud financiera siendo intervenida por el Estado en 1928 quien creó para gestionarla la Compañía Nacional de los Ferrocarriles del Oeste.
En 1941, con la nacionalización de la totalidad de la red ferroviaria española la estación pasó a ser gestionada por RENFE. 
Cerrada en la década de 1990, la estación fue reabierta e incorporada a la red de cercanías en febrero de 2004, tras duplicar y electrificar 10 km de la línea Madrid-Extremadura entre Fuenlabrada y Humanes de Madrid.
Desde el 17 de abril de 2023, la estación dispone de servicios de Media Distancia, siendo parada intermedia para los servicios Illescas-Fuenlabrada.

## Servicios ferroviarios

### Cercanías
| procedencia/destino | < estación | Línea | estación >  | destino/procedencia |
| ------------------- | ---------- | ----- | ----------- | ------------------- |
| Terminal            | Terminal   |       | Fuenlabrada | Móstoles-El Soto    |

La estación forma parte de la línea C-5 de la red de Cercanías Madrid. Es la única estación de la línea con una frecuencia diferente, ya que una parte de los trenes que circulan por esta línea finalizan su recorrido e invierten la marcha en Fuenlabrada, siendo sus frecuencias la mitad que en el resto de la línea.

### Media Distancia
| Línea MD | Trenes     | Origen/Destino |  | Destino/Origen |
| -------- | ---------- | -------------- |  | -------------- |
| 52       | Proximidad | Fuenlabrada    |  | Illescas       |